# Liste der Bodendenkmale in Langwedel (Holstein)
In der Liste der Bodendenkmale in Langwedel sind die Bodendenkmale der Gemeinde Langwedel nach dem Stand der Bodendenkmalliste des Archäologischen Landesamts Schleswig-Holstein von 2016 aufgelistet. Die Baudenkmale sind in der Liste der Kulturdenkmale in Langwedel (Holstein) aufgeführt.
| Denkmal-ID           | Befundart           | Bezeichnung                              | Zeitstellung                 | Lage | Bemerkungen | Bild |
| -------------------- | ------------------- | ---------------------------------------- | ---------------------------- | ---- | ----------- | ---- |
| aKD-ALSH-Nr. 003 292 | Grabmal > Grabhügel | Grabhügel                                | Vor- und/oder Frühgeschichte |      |             |      |
| aKD-ALSH-Nr. 003 293 | Grabmal > Grabhügel | Grabhügel                                | Vor- und/oder Frühgeschichte |      |             |      |
| aKD-ALSH-Nr. 003 294 | Grabmal > Grabhügel | Grabhügel                                | Vor- und/oder Frühgeschichte |      |             |      |
| aKD-ALSH-Nr. 003 295 | Grabmal > Grabhügel | Grabhügel                                | Vor- und/oder Frühgeschichte |      |             |      |
| aKD-ALSH-Nr. 003 296 | Grabmal > Grabhügel | Grabhügel                                | Vor- und/oder Frühgeschichte |      |             |      |
| aKD-ALSH-Nr. 003 297 | Grabmal > Grabhügel | Grabhügel                                | Vor- und/oder Frühgeschichte |      |             |      |
| aKD-ALSH-Nr. 003 299 | besonderer Stein    | Inschriftenstein/Grenzstein/Schalenstein |                              |      |             |      |